# Почётные граждане Перми
В России до Революции 1917 года существовало два типа почётного гражданства для городских жителей:
1. Почётное гражданство, введённое манифестом 1832 года, потомственное и личное. Утверждалось Сенатом или Императором по представлению министра финансов и кабинета министров. К кандидатам предъявлялись определённые требования, связанные с происхождением, образованием и чином. Давало ряд привилегий: избирательные права, освобождение от рекрутской повинности, подушного оклада, телесных наказаний.
2. Звание «Почётный гражданин города» присваивалось людям за особые заслуги перед городом. Этот титул не указывался в официальных документах и не приносил никаких привилегий и обязательств. Появился в связи с реформами местного самоуправления 1860—1870 гг.

После революции присвоение звания «Почётный гражданин города Перми» было возобновлено лишь в 1965 году.

## Потомственные и личные Почётные граждане, проживавшие в Перми в 1863—1917 гг
- Славянов, Николай Гаврилович — русский инженер, изобретатель электрической дуговой сварки металлов, живший и работавший в Перми с 1883 года на Пермских пушечных заводах, где и создал большую часть своих изобретений. В его честь установлен памятник, сохранён дом, в котором жил, названа улица и стоит Политехнический колледж имени Н. Г. Славянова.
- Шавкунов, Пётр Егорович — купец, в 1863 году — член губернского попечительского о тюрьмах комитета, в 1880 — член Пермского окружного правления общества спасания на водах.
- Хотов, Василий Васильевич — купец 2-й гильдии, в 1863 году — член губернского попечительства детских приютов.
- Базанов, Дементий Фомич — купец 1-й гильдии, в 1863, 1880, 1888—1890, 1892—1895 гг — почётный член губернского попечительства детских приютов.
- Любимов, Иван Иванович — почётный старшина, в 1880 году — почётный староста губернского попечительства детских приютов; почётный мировой судья Пермской уездной земской управы, в 1884—1885 — член Пермского губернского статистического комитета.
- Любимов, Иван Филиппович — коммерции советник, в 1863 году — городской голова, член Пермской городской думы.
- Кропачев, Александр Павлович — купец 1-й гильдии, в 1880 году — казначей губернского попечительства детских приютов, почётный мировой судья Пермской уездной земской управы, в 1894 году — почётный член Пермского Епархиального комитета православного миссионерского общества в Перми, в 1907 году — член губернского попечительства детских приютов.
- Кузнецов, Григорий Кириллович — в 1880 году — почётный член губернского попечительства детских приютов.
- Каменский, Александр Григорьевич — купец, в 1888—1896 гг — попечитель Пермской Мариинской гимназии, почётный член губернского попечительства детских приютов, член Пермского окружного правления Общества спасания на водах, до 1917 года — член Епархиального комитета православного миссионерского общества, в 1896 году — избранный директор Пермского тюремного комитета, и по 1902 год — попечитель убежища детей бедных и Пермской городской общественной богадельни.
- Каменский, Григорий Козьмич — в 1880 году — почётный член губернского попечительства детских приютов, в 1891, 1892 гг — попечитель Пермской общественной богадельни.
- Каменский, Фёдор Козьмич — в 1880 году — член Пермского окружного правления общества спасания на водах.
- Икский, Алексей Ефимович — Пермский городской голова и городской секретарь, в 1884—1885 — член губернского по городским делам присутствия.
- Смышляев, Дмитрий Дмитриевич — в 1884—1885 — помощник председателя Пермского губернаторского статистического комитета.
- Пермяков, Константин Яковлевич — в 1891 году — председатель Пермской губернской земской управы.
- Вологдин, Пётр Алексеевич — в 1893—1894 гг — член губернского правления, редактор неофициальной части «Пермских губернских ведомостей», делопроизводитель в управлении госимуществами, в 1894 году — секретарь церковно-приходского попечительства при Рождество-Богородицкой церкви.
- Нассонов, Василий Михайлович — в 1893 году — директор Пермского Марьинского банка, в 1896 году — избранный директор Пермского тюремного комитета.
- Сигов, Пётр Ерофеевич — в 1893 году — товарищ директора Пермского Марьинского банка.
- Каменский, Иван Григорьевич — в 1894 году — почётный член Пермского губернского попечительства детских приютов, в 1909 году — почётный попечитель Пермского Алексеевского реального училища.
- Четин, Амфилохий Николаевич — в 1894—1899 гг — секретарь Пермской уездной земской управы.
- Толмачёв, Николай Александрович — в 1895—1899 гг — управляющий Пермским отделением Волжско-Камского коммерческого банка.
- Кузнецов, Константин Данилович — в 1895—1896 гг — бухгалтер и столоначальник Пермской казённой палаты.
- Герасимов, Гавриил Алексеевич — в 1895—1899 гг — бухгалтер отдела материальной службы (главной бухгалтерии) управления Уральской (позднее — Пермской) железной дороги.
- Сорокин, Кондратий Андреевич — в 1895—1902 гг — казначей, староста церковно-приходского попечительства Рождество-Богородицкой церкви.
- Сорокин, Василий Кондратьевич — в 1907 году — почётный старшина Пермского губернского приюта, член Пермского губернского попечительства детских приютов, в 1907—1911 гг — помощник директора пермского общественного Марьинского банка.
- Суслин, Иван Николаевич — Пермский городской голова, в 1899 году — член Пермской городской управы, председатель комиссии по разбору и призрению нищих.
- Машаров, Иван Афанасьевич — в 1902—1909 гг — попечитель и казначей школы церковно-приходского попечительства при Петропавловском соборе, до 1917 года — член Пермской городской управы.
- Кувшинский, Владимир Димитриевич — в 1902—1905 гг — директор Пермского губернского детского приюта.
- Швецов, Николай Феопемптьевич — в 1905—1917 гг — бухгалтер Пермского общественного Марьинского банка, распорядитель Пермского общества взаимного от огня страхования.
- Камчатов, Михаил Мануилович — судопромышленник, в 1907 году — начальник службы сборов Управления Пермской железной дороги, в 1907—1915 гг — почётный член Пермского губернского попечительства детских приютов.
- Безукладников, Василий Ильич — в 1907 году — казначей церковно—приходского попечительства при Рождество—Богородицкой церкви.
- Серебряков, Василий Яковлевич — в 1907 году — член Пермской губернской земской управы.
- Демидов, Виктор Николаевич — в 1907—1917 гг — помощник секретаря, заведующий отделом народного образования.
- Петров, Василий Петрович — в 1907—1915 гг — директор Пермского губернского приюта, член губернского попечительства детских приютов, член Пермской городской управы, в 1913 году — товарищ директора Пермского общественного Марьинского банка.
- Пожарский, Гермоген Евдокимович — в 1909—1911 гг — главный бухгалтер Управления Пермской железной дороги.
- Неволин, Петр Иванович — в 1909 году — начальник станции Чусовская Управления Пермской железной дороги.
- Назаров, Константин Ильич — в 1909 году — председатель биржевого комитета Пермской биржи.

## Почётные граждане города Перми (до 1917 года)
- 1870 год:
  - Струве, Бергард Васильевич (1827—1889) — пермский губернатор в 1865—1870. Удостоен в связи с отставкой за заслуги по проведению в губернии либеральных реформ Александра II.
- 1873 год:
  - Грацинский, Иван Флорович (1800—1887) — директор Пермской гимназии c 1844 по 1884 гг и инспектор народных училищ Пермской губернии (до 1870 года). Удостоен звания Почётного гражданина города в связи с 50—летием службы.
- 1875 год:
  - Андреевский, Николай Ефимович (1822—1889) — пермский губернатор в 1870—1878 гг. Содействовал проведению городской реформы 1870 года. Удостоен звания «чтобы сохранить навсегда память как вообще о полезном управлении… губернией, так же и о внимании к нуждам Перми и благотворительной деятельности покойной супруги…».
- 1886 год:
  - Посьет, Константин Николаевич (1819—1889) — адмирал, министр путей сообщения. Удостоен по случаю «50—летия служения в офицерских чинах и в знак признательности за его работы о развитии города Перми в торговом и промышленном отношении проведением железной дороги».
- 1903 год:
  - Арсеньев, Дмитрий Гаврилович (?—1912) — генерал-лейтенант, пермский губернатор в 1879—1902 гг. «Пользовался как никто из его предшественников любовью жителей г. Перми и губернии за свою гуманность и общедоступность». Удостоен по случаю назначения Одесским губернатором.
- 1914 год:
  - Мешков, Николай Васильевич (1851—1933) — купец и меценат. Удостоен звания за передачу городу комплекса зданий Дома просветительских учреждений для неимущих водников.

## Почётные граждане города Перми (с 1965 года)
- 1965 год:
  - Беляев, Павел Иванович — космонавт, Герой Советского Союза, за освоение космического пространства, в честь приземления в районе города Перми;
  - Леонов, Алексей Архипович — космонавт, дважды Герой Советского Союза, за освоение космического пространства, в честь приземления в районе города Перми;
- 1973 год:
  - Ваганов, Николай Дементьевич — кавалер орденов Ленина, Трудового Красного Знамени, Знак Почёта, почётный металлург, за трудовые заслуги и в честь 250—летия г. Перми;
  - Сивков, Владимир Федорович — кавалер ордена Ленина, участник Октябрьской революции и гражданской войны, за трудовые заслуги и в честь 250—летия г. Перми;
  - Курдачев, Дмитрий Яковлевич — кавалер ордена Ленина, участник Октябрьской революции и гражданской войны, за трудовые заслуги и в честь 250—летия г. Перми;
  - Калашников, Сергей Иванович — кавалер ордена Ленина, инструктор производственного обучения завода имени Я. М. Свердлова, за успехи в социалистическом соревновании, трудовую доблесть и в честь 250-летия г. Перми;
  - Лебедев, Виктор Николаевич — директор завода имени В. И. Ленина, Герой Социалистического труда, за многолетнее плодотворное руководство крупнейшим предприятием города, активную общественную деятельность и в честь 250-летия г. Перми;
  - Немтырева, Екатерина Васильевна — бригадир бригады маляров треста «Пермжилстрой», Герой Социалистического труда, за большие успехи в социалистическом соревновании, трудовую доблесть, активную общественную работу и в честь 250-летия г. Перми;
  - Рыжов, Александр Александрович — слесарь-лекальщик завода имени Дзержинского, кавалер орденов Ленина, Знак Почёта, за большие успехи в социалистическом соревновании, трудовую доблесть, активную общественную работу и в честь 250-летия г. Перми;
  - Сивков, Григорий Флегонтович — научный сотрудник академии имени Жуковского, дважды Герой Советского Союза, за героизм, проявленный в годы Великой Отечественной войны, большую работу по военно—патриотическому воспитанию молодежи и в честь 250—летия г. Перми;
- 1980 год:
  - Катаргин, Николай Владимирович — токарь завода имени В. И. Ленина, Герой Социалистического труда, за доблестный труд и активную общественную работу;
  - Крохалев, Анатолий Ильич — Герой Советского Союза за героизм, проявленный в годы Великой Отечественной войны и большую работу по военно—патриотическому воспитанию молодежи;
  - Жданова, Наталья Михайловна — директор школы № 21, отличник просвещения РСФСР, за многолетний безупречный труд в народном образовании;
- 1981 год:
  - Савиных, Виктор Петрович — советский космонавт, дважды Герой Советского Союза, в ознаменование героического подвига по освоению космоса, осуществлённого во время полета космического корабля «Союз-4» и его стыковки с орбитальным комплексом «Салют-6» — «Прогресс-6»;
- 1982 год:
  - Липатов, Леонид Петрович — начальник Главзападуралстроя, Герой Социалистического труда, за большой вклад в развитие производственного, жилищного и социально-культурно-бытового строительства в г. Перми;
  - Филимонов, Геннадий Федорович — управляющий строительно-монтажным трестом № 7, Герой Социалистического труда, за развитие производственных мощностей нефтеперерабатывающих предприятий, жилищное и социально—культурное строительство в г. Перми;
- 1983 год:
  - Арзамаскова, Галина Александровна — заведующая глазным отделением 2 городской клинической больницы, заслуженный врач РСФСР, за заслуги в области народного здравоохранения, активную общественную работу и в честь 260-летия г. Перми;
  - Мосягина, Раиса Андреевна — бригадир научно—производственного объединения имени С. М. Кирова, Герой Социалистического труда, за большие успехи в социалистическом соревновании, трудовую доблесть и в честь 260-летия г. Перми;
- 1985 год:
  - Астафьев, Василий Михайлович — председатель областного Совета ветеранов войны, Герой Советского Союза, за большую работу по военно—патриотическому воспитанию молодежи и в честь 40—летия Победы советского народа в Великой Отечественной войне;
  - Мухина, Зинаида Григорьевна — токарь-наладчик завода имени Ф. Э. Дзержинского, Герой Социалистического труда, за трудовую доблесть, активную общественную работу и в честь 40-летия Победы советского народа в Великой Отечественной войне;
- 1987 год:
  - Соловьёв, Павел Александрович — генеральный конструктор моторостроительного конструкторского бюро, Герой Социалистического труда, за большие заслуги в развитии авиационного моторостроения, активную государственную и общественную деятельность;
- 1988 год:
  - Вагнер, Евгений Антонович — ректор Пермской государственной медицинской академии, академик АМН РФ, за большой вклад в развитие медицинской науки, подготовку врачебных и научно—педагогических кадров, активную общественную деятельность;
- 1993 год:
  - Лукьянченко, Анатолий Иванович — заслуженный строитель РСФСР, почётный железнодорожник Министерства путей сообщения СССР, за большой вклад в развитие строительной базы, строительство жилья и объектов социально—культурно—бытового назначения;
- 1996 год:
  - Мосолова, Лидия Владимировна — актриса Пермского театра драмы, народная артистка СССР и России, за выдающийся вклад в развитие театральной культуры города, самоотверженную работу по пропаганде драматического искусства;
  - Сахарова, Людмила Павловна — художественный руководитель хореографического училища, народная артистка СССР, за выдающийся вклад в развитие культуры г. Перми;
- 1997 год:
  - Изгагин, Борис Георгиевич — ведущий инженер ОАО «Пермские моторы», Герой Социалистического труда, за выдающийся вклад в развитие города, активную трудовую и государственную деятельность;
  - Барабанщиков, Григорий Степанович — диктор областного радио, заслуженный работник культуры Российской Федерации, за большие заслуги в развитии радиовещания и телевидения, за пропаганду культуры и человечности;
- 1998 год:
  - Гордеев, Георгий Иванович — генеральный директор некоммерческого партнерства «Сотрудничество», председатель совета директоров ОАО «Пермская научно—производственная приборостроительная компания», за большой вклад в развитие авиационной промышленности, науки и образования;
  - Дворсон, Людмила Григорьевна — инструктор Пермского областного отделения ВООПИиК, за большой вклад в создание, охрану и пропаганду памятников истории и культуры;
  - Калинкин, Геннадий Сергеевич — ветеран Великой Отечественной войны, ветеран труда, за большой вклад в развитие экономики, городского хозяйства и социально—бытовой сферы города;
  - Коровников, Алексей Васильевич — президент ассоциации «Пермские строители», заслуженный строитель России, за большие заслуги в строительстве жилых домов, социально—культурно—бытовых и промышленных зданий в г. Перми;
  - Широков, Евгений Николаевич — заведующий отделением портретной живописи Пермского государственного института культуры и искусства, народный художник РСФСР и СССР, за значительный личный вклад в развитие культуры г. Перми;
- 1999 год:
  - Анциферов, Владимир Никитович — директор Республиканского инженерно-технического центра порошковой металлургии (РИТЦПМ), за большой вклад в развитие науки и техники, внедрение ресурсосберегающих технологий на предприятиях города Перми и активное участие в общественной жизни;
  - Уклонский, Игорь Петрович — генеральный директор ОАО «Галоген», за значительный вклад в развитие города, благотворительность и активную общественную деятельность;
- 2000 год:
  - Антонов, Юрий Яковлевич — генеральный директор ОАО «Инкар», за большой вклад в производство авиационной техники и развитие социальной сферы города;
  - Титаренко, Иван Федорович — бывший директор Пермского телефонного завода, ветеран труда, за большой вклад в создание и развитие научно—технического потенциала города.
- 2001 год:
  - Михаэлис, Анатолий Эммануилович — бывший директор Пермской печатной фабрики Гознака, за выдающийся вклад в строительство и развитие Пермской печатной фабрики, Индустриального района и города Перми.
  - Смагина, Галина Олеговна — преподаватель Пермского авиационного техникума имени Швецова, пилот 1 класса, за вклад в развитие авиации, подготовку кадров авиационной промышленности, повышение престижа города Перми и России на мировом уровне.
  - Тумбасов, Анатолий Николаевич — заслуженный художник России, журналист, за большой творческий вклад в развитие искусства, пропаганду уникальной природы и народных традиций Прикамья, благотворительную деятельность.
- 2002 год:
  - Скоморохов, Михаил Юрьевич — главный режиссёр Пермского театра юного зрителя, за заслуги в развитии культуры и театрального искусства.
  - Соколовский, Михаил Иванович — генеральный конструктор и генеральный директор НПО «Искра», за большой вклад в научно-теоретические и практические разработки в области космической техники и за развитие социально-бытовой сферы города.
  - Сухарев, Вениамин Платонович — генеральный директор ООО «Пермьнефтеоргсинтез», за значительный вклад в развитие городского хозяйства, личное содействие городской власти в решении социальных проблем и благотворительную деятельность.
- 2003 год:
  - Андреев, Алексей Гурьевич — генеральный директор ОАО Пермская Научно-Производственная Приборостроительная Компания (ПНППК)
  - Вагин, Яков Абрамович — председатель совета ветеранов ГУВД.
  - Данилин, Владимир Николаевич — фокусник-иллюзионист, народный артист России, за значительный вклад в развитие культуры, укрепление имиджа города Перми как одного из культурных центров России, воспитание молодежи и благотворительную деятельность.
- 2004 год:
  - Малафеев, Александр Степанович — генеральный директор Пермского научно-исследовательского и технологического института (ПНИТИ).
  - Чупраков, Валерий Михайлович — депутат Законодательного Собрания Пермского края, президент ФК «Амкар».
- 2005 год:
  - Сатюков, Владимир Александрович — советник генерального директора ОАО «Протон-ПМ».
  - Бушуева, Ольга Васильевна — директор школы № 22.
- 2006 год:
  - Черкашин, Эдуард Иванович — заместитель генерального директора ОАО «Пермский моторный завод».
- 2007 год:
  - не присуждалось
- 2008 год:
  - Воробьёва, Зинаида Егоровна — почётный ректор ПГИИК, профессор кафедры управления и экономики социально-культурной сферы, кандидат исторических наук, заслуженный работник культуры, НОУ высшего образования «Западно-Уральский институт экономики и права», за большой личный вклад в развитие культуры Перми.
  - Циммерман, Яков Саулович — профессор-консультант научного отдела ГОУ ВПО «Пермская государственная медицинская академия», доктор медицинских наук, за личный вклад в развитие здравоохранения Перми.
  - Суханова, Людмила Андреевна — директор МОУ «Гимназия № 2», «Заслуженный учитель школы РФ», «Народный учитель РФ», за большой личный вклад в развитие образования Перми.
- 2009 год:
  - Игошин, Геннадий Михайлович — почётный архитектор России, член Градостроительного совета при Главе города Перми, 26 лет работал главным архитектором города Перми (1970—1997).
- 2010 год:
  - Кузин, Виктор Фёдорович — заслуженный художник Российской Федерации, член Союза художников России, ветеран Великой Отечественной войны, за выдающиеся заслуги в области изобразительного искусства.
- 2011 год:
  - Белых, Зинаида Дмитриевна — руководитель высшей категории, кандидат химических наук, директор МОУ «Лицей № 2», за вклад в развитие системы образования г. Перми и Пермского края.
  - Иноземцев, Александр Александрович — конструктор, доктор технических наук, профессор и заведующий кафедрой «Авиационные двигатели» ПГТУ, за развитие пермской высшей технической школы.
- 2012 год:
  - Маланин, Владимир Владимирович — ректор Пермского государственного университета в 1987—2010 годах, президент Пермского государственного университета с 2010 года, доктор технических наук, академик Российской академии естествознания, профессор.
- 2013 год:
  - Пыхтеев, Виктор Григорьевич — генеральный директор ЗАО "Объединенные газопромышленные технологии «Искра-Авигаз», за значительный личный вклад в развитие машиностроительной отрасли в городе Перми.
  - Петров, Василий Юрьевич — президент ФГБОУ ВПО «Пермский национальный исследовательский политехнический университет», за большой личный вклад в развитие образования и выдающиеся заслуги в области науки.
- 2014:
  - Арбузов, Игорь Александрович — генеральный директор ОАО «Протон-Пермские моторы», за значительный личный вклад в социально-экономическое развитие города Перми, достижение высоких результатов в трудовой, организаторской и общественной деятельности.
- 2015:
  - Матвеенко, Валерий Павлович — председатель Пермского научного центра Уральского отделения Российской академии наук, доктор технических наук, профессор, академик РАН, за выдающиеся личные заслуги в научно-исследовательской деятельности, являющиеся гарантом и стимулом успешного развития научно-технического потенциала города Перми.
- 2016:
  - Дёмкин, Николай Иванович — генеральный директор АО «ПЗСП», за профессионализм, значительный личный вклад в развитие строительной отрасли, активное участие в благотворительной и попечительской деятельности в городе Перми.
- 2017:
  - Семикопенко, Николай Анатольевич — управляющий директор акционерного общества «Авиационные редуктора и трансмиссии — Пермские моторы», за значительный вклад в социально-экономическое развитие города Перми и достижение высоких результатов в области вертолетостроения.
- 2018:
  - Заборских, Леонид Филиппович — заслуженный энергетик РФ, за значительный вклад в развитие энергетики города Перми.
  - Ломаев, Владимир Иванович — генеральный директор АО "Пермский завод «Машиностроитель», доктор технических наук, заслуженный машиностроитель РФ, за заслуги в реализации программ ракетно-космической отрасли и значительный вклад в социально-экономическое развитие города Перми.
- 2019:
  - Плеханов, Михаил Сергеевич — заслуженный строитель РФ, за значительный вклад в социально-экономическое развитие города Перми.
- 2020:
  - Жуков, Владимир Юрьевич — советник Генерального директора ООО «ЛУКОЙЛ-ПЕРМЬ», а значительный вклад в развитие нефтегазовой промышленности в городе Перми.
- 2021:
  - Дическул, Александр Дмитриевич — директор КГАПОУ «Пермский авиационный техникум имени А. Д. Швецова», кандидат технических наук, за значительный вклад в развитие системы среднего профессионального образования в городе Перми.
- 2022:
  - Валиев, Марат Байрамшович — директор МАОУ «Пермская кадетская школа № 1 „Пермский кадетский корпус имени генералиссимуса А. В. Суворова“», заслуженный учитель РФ, за значительный вклад в развитие системы образования и патриотическое воспитание подрастающего поколения в городе Перми.
  - Токмакова, Ольга Геннадьевна — главный врач ГБУК ПК «Детская клиническая больница № 13», кандидат медицинских наук, заслуженный врач РФ, за значительный вклад в развитие системы здравоохранения в городе Перми.
- 2023:
  - Выгузова, Ольга Владимировна — художественный руководитель, главный дирижёр МАУК города Перми "Академический хор «Млада», заслуженный деятель искусств РФ, Заслуженный работник культуры РФ, за значительный личный вклад в развитие культуры и искусства в городе Перми.
  - Кузяев, Андрей Равелевич — председатель Правления региональной общественной организации «Пермское землячество», президент акционерного общества «ЭР-Телеком Холдинг», за активную общественную и благотворительную деятельность, значительный личный вклад в социально-экономическое развитие города Перми.
- 2024:
  - Алымов, Александр Николаевич — cтарший тренер отдела спортивного резерва ГКБУ «Центр спортивной подготовки Пермского края», президент общероссийской физкультурно-спортивной общественной организации «Федерация Киокушин России», за значительный вклад в развитие физической культуры и спорта, активную общественную деятельность в городе Перми.
  - Плотников, Владимир Иванович — вице-президент общероссийской общественной организации «Федерация дзюдо России», учредитель региональной общественной организации «Федерация дзюдо Пермского края», советник обособленного подразделения общества с ограниченной ответственностью «Кабель Технологии Инновации» в г. Перми, за значительный вклад в развитие физической культуры и спорта, благотворительную деятельность в городе Перми.